# Жилой комплекс для служащих Финляндской железной дороги
Жилой комплекс для служащих Финляндской железной дороги — памятник архитектуры. Расположен в Калининском районе Санкт-Петербурга, современный адрес ансамбля — Боткинская улица, 1.
Первым зданием, построенном для персонала железной дороги рядом с Финляндским вокзалом, стал в 1880-х годах дом по улице Комсомола, 35; в 1907—1908 годах Архитектурно-строительной конторой «Ф. Ф. Миритц и И. И. Герасимов» было построено здание для «низших» служащих, замкнувшее привокзальную площадь с северной стороны.
На участке расположено три отдельно стоящих корпуса, два их них — наружные Г-образные, а прямоугольный стоит чуть в глубине участка, за ним расположен курдонёр с игровой площадкой. В комплексе было запланировано 20 двухкомнатных и 63 однокомнатных квартиры от 22 до 33 м² с высотой этажей 3,35 м. Межэтажные перекрытия, лестницы, внутренние переборки здания и балконы совместно с фирмой «Вайс и Фрейтаг» были сделаны из железобетона, центральное пароводяное отопление сделала фирма Ф. К. Сан-Галли, у каждой квартиры была подвальная кладовая, чердачное помещение для сушки белья, мусоропровод в кухне.
На четырёхэтажных фасадах чередуется открытая кирпичная кладка и цементная штукатурка, они украшены ризалитами со срезанными углами, щипцами с миниатюрными башенками, кровли высокие. Фасады разделены на три яруса: цоколь из гранитных блоков и тёмная штукатурка на нижнем ярусе, красный кирпич на средних этажах, верхний этаж окрашен светлым. В центре южного фасада расположена группа фигурных колонок.

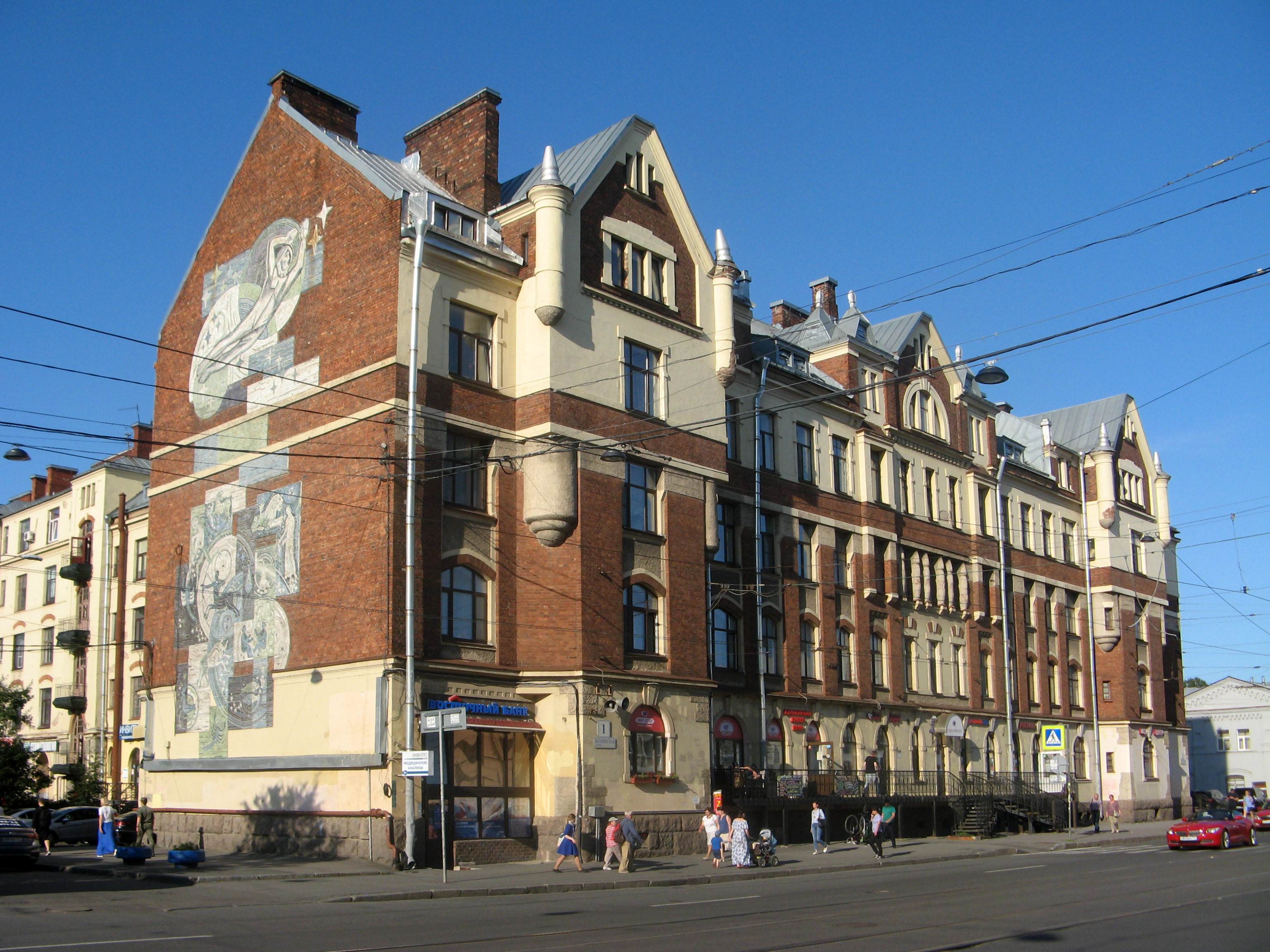

Предполагалось, что комплекс будет расширяться. Так как этого не произошло, брандмауэры корпусов с западной стороны выходят к павильону станции метро «Площадь Ленина» и Боткинской улице. На одном из них в 1960-х годах была установлена мозаичная композиция из керамической плитки и стеклоплитки «Человек и космос» В. А. Аноповой. В нижней части панно изображены знаки зодиака, в верхней — космонавт в скафандре в условиях невесомости; изначальный заказ Мухинскому училищу звучал как «50-летие советской власти», тема была выбрана автором как проявление самого большого успеха этого периода, набор мозаики шёл полгода, её площадь — 100 кв.м. Хотя произведение внешне не привязано к личности Юрия Гагарина, иногда оно отмечается как первый прижизненный памятник космонавту.